# Neue Bubenreuther Hütte
Die Neue Bubenreuther Hütte ist eine Selbstversorgerhütte der Sektion Eger und Egerland des Deutschen Alpenvereins in den Kitzbüheler Alpen in Tirol, Österreich.

## Lage
Die Hütte auf 950 m ü. A. steht oberhalb der Ortschaft Piesendorf in der Nähe von Zell am See und des Zeller Sees. Sie liegt am Fuße des Rohrer Bergs und in unmittelbarer Nähe zum Skigebiet des Erlebnisbergs Nagelköpfl.

## Geschichte
Die Sektion Eger und Egerland wurde am 13. Juni 1894 in Eger im Hotel „Kronprinz“ als eine Sektion des Deutschen und Österreichischen Alpenvereins gegründet. Nach längerer Suche nach einer geeigneten Hütte wurde man im Januar 1997 in Piesendorf fündig. Nach Beendigung der Behördengänge konnte man am 14. Mai 1997 das Anwesen Piesendorf-Walchen 151 übernehmen. Anfang August begannen die Umbauarbeiten, wobei die Innenausbauarbeiten weitgehend in Eigenregie ausgeführt werden konnten. Zum Jahresende 1997 konnte der neue Alpenstützpunkt der Sektion mit nur geringen Einschränkungen zur Belegung freigegeben werden. Die offizielle Einweihung der Neuen Bubenreuther Hütte fand am 26. Juli 1998 statt.

## Zugänge
- Ein Parkplatz existiert direkt vor dem Haus.

## Hütten in der Nähe
- Pinzgauer Hütte, bewirtschaftete Hütte (1700 m)
- Salzburger Hütte, private Hütte (1860 m)
- Krefelder Hütte, bewirtschaftete Hütte (2295 m)
- Gleiwitzer Hütte, bewirtschaftete Hütte (2176 m)
- Gadenstättalmhütte, Selbstversorgerhütte (1362 m)
- Ebmatten-Fürthermoaralm, bewirtschaftete Hütte (1803 m)
- Landgasthof Wasserfall Fusch, bewirtschaftete Hütte (815 m)[2]

## Touren
- Piesendorf: Hochsonnberg, 19,3 km, 7,5 Std.
- Piesendorf: Katzsteinalm, 15,3 km, 6,5 Std.[2]
- Zirmkogel (2215 m), Gehzeit 3,5 Std.
- Pinzgauer Hütte über Pinzgauer Spaziergang (1695 m), Gehzeit 3 Std.
- Niederer Gernkogel (2153 m), Gehzeit 3 Std.
- Zustieg zum Pinzgauer Spaziergang, Gehzeit 2,5 Std.[3]

## Karten
- KOMPASS Wanderkarte 030 Zell am See, Kaprun: 4in1 Wanderkarte 1:35.000 ISBN 978-3-99044-564-8
- Zell am See, Kaprun XL: Wander-, Rad- und Mountainbikekarte. GPS-genau. 1:25.000 (Mayr Wanderkarten) ISBN 978-3-99121-107-5